# Clementia van Poitiers
Clementia van Poitiers (ca. 1060-1142) was een dochter van Willem VII van Aquitanië en mogelijk van Ermesinde van Lotharingen.
Traditioneel wordt Clementia als echtgenote van Koenraad I van Luxemburg gezien. Hiervoor zijn echter alleen enkele vage aanwijzingen:
- er is een eigentijdse oorkonde waaruit geconcludeerd zou kunnen worden dat de vrouw van Koenraad uit Poitou komt;
- de vrouw van Koenraad was vrouwe van Longwy, en dat bezit zou ze via haar vermoedelijke moeder Ermesinde van Lotharingen kunnen hebben verworven;
- de vrouw van Koenraad wordt Clementia genoemd.

Maar omdat Clementia gezien de geboortedatum van haar dochter niet later dan circa 1045 kan zijn geboren en pas in 1142 overleed, zou ze wel heel erg oud zijn geworden. Er is dan ook een theorie dat Koenraad twee vrouwen zou hebben gehad:
1. vermoedelijk Ermesinde van Lotharingen, die dan dus niet de vrouw van Willem VII van Aquitanië was, vrouwe van Longwy;
2. Clementia van Gleiberg, die als vrouw van Koenraad wordt vermeld.

Aan de andere kant hoeft de vermelding van Clementia als vrouwe van Gleiberg niet in strijd te zijn met een mogelijke Aquitaanse afkomst: als Gleiberg al Luxemburgs bezit was ten tijd van haar huwelijk, kan dit haar huwelijksgift zijn geweest.
Clementia (van Gleiberg) zou zijn hertrouwd met Gerard I van Gelre. De authenticiteit van de akte waarin dit wordt vermeld is echter onderwerp van fel debat.
Koenraad en zijn vrouw(en) kregen de volgende kinderen:
- Mathilde (geb. ca. 1060), gehuwd met Godfried van de Bliesgau
- Hendrik
- Rudolf († 1099), abt van Saint-Vannes te Verdun (van 1075 tot zijn dood) en van de Altmünster te Luxemburg, vanaf de stichting van die abdij
- Koenraad
- Ermesinde
- Willem
- Adalbero († Antiochië, 1098), aartsdeken van Metz, nam deel aan de Eerste Kruistocht en werd tijdens het beleg van Antiochië overvallen toen hij met een edelvrouwe aan het dobbelen was. Adalbero werd gedood en de dame werd meegevoerd in de stad. Hun hoofden werden met een katapult teruggeschoten.